# 熊木淳雄
熊木 淳雄（くまき あつお、1983年 - ）は、日本の歯科医師。医療法人社団ALBAの理事長を務める。グアム大学生医科学特任教授、インディアナ大学JIPインプラント歯学部客員教授、神奈川歯科大学特任教授。

## 概要
大学卒業後、4年で10の歯科医院を渡り歩き、2011年11月11日に神奈川県横浜市旭区鶴ヶ峰にALBA歯科＆矯正歯科を開業。その後、医療法人社団ALBAを設立し、総合診療を主な診療領域としている。

## 来歴
- 1983年 東京都に生まれる[3]。
- 1993年 フジテレビ系テレビドラマ『 振り返れば奴がいる 』に憧れ、医療系を目指す[2]。
- 2001年 神奈川歯科大学に入学。アメリカンフットボール部に入部する[3]。
- 2007年 神奈川歯科大学卒業、歯科医師免許を取得。4年間で10の歯科医院に勤める[1]。
- 2011年 神奈川県横浜市旭区鶴ヶ峰にて初の歯科医院を開業。その後、東京都渋谷区を含む都内複数地域やベトナム・ホーチミンなど国内複数の地域および海外に展開している[3]。
- 2012年 医療法人社団ALBAとして法人化[1]。
- 2022年 初の著書『突破力』を出版[6]。

## 人物
趣味はアメリカンフットボールとフィットネス。専門分野はインプラント治療。
2001年 医学部か歯科学部で迷っていたとき、スポーツ歯学に興味を持ち、神奈川県の神奈川歯科大学を受験する。
2005年 同大学内ボランティア部でタイでの海外ボランティアにも参加。海外ボランティア活動中、医療リソースの供給課題を直面し、後に海外での診療所設立を構想した。
卒後4年間で10の歯科医院に勤務。
2018年 医療法人社団ALBA 事務局を設立。医療法人名「ALBA」は、大学時代に所属していたアメリカンフットボール部「ALBATROSS」に由来する。。

## 外部活動
- 2020年 米国グアム大学 生医科学部特任教授、米国インディアナ大学歯学部JIPインプラント客員教授、神奈川歯科大学特任教授に就任[4]。

## 受賞
- 2020年 日本赤十字社金色有功章を受章[4]。
- 2020年 紺綬褒章を受章[4]。
- 2023年 第37回JCI JAPAN TOYP 2023、日本商工会議所会頭奨励賞を受賞。[7]。

## メディア出演
複数のテレビ番組や雑誌に出演・掲載されている。また、一部出演はプロモーションや依頼によるものも含まれている。
テレビ
- 『覚悟の瞬間』（CS放送）[4]
- 『スーパードクター』（TOKYO MX）[4]
- 『企業家たちの挑戦ストーリー』（TOKYO MX）[8]
- 『ありえへん∞世界』（テレビ東京）
- 『一茂カズ VS THE業界ジン』(日本テレビ)

配信
- 『TEDxKatano』（TEDx）[9]

ラジオ
- 『見事なお仕事』（TBSラジオ）[5]

雑誌
- 『月刊アポロニア21』2023年12月号（日本歯科新聞社）[10]
- 『GOETHE』2024年5月号（幻冬舎）[11]
- 『GOETHE』2025年3月号（幻冬舎）[12]

## 講演
- 『TEDxKatano』（TEDx）「No challenge, no life」[9]
- 『ワールドデンタルショーセミナー』（株式会社 ADI.G）「最愛の人を紹介したい医院の追求～スタッフ・患者エンゲージメントの重要性～」[13]

## 著書
- 『突破力』 ISBN 978-4910616032